# Maurizio Ciaramitaro
Maurizio Ciaramitaro (ur. 16 stycznia 1982 w Palermo) – włoski piłkarz występujący na pozycji ofensywnego pomocnika.

## Kariera klubowa
Maurizio Ciaramitaro jest wychowankiem US Palermo. Seniorska drużyna grała w Serie C1, a młody Włoch nie mieścił się w jej kadrze. Działacze Palermo zdecydowali się wypożyczyć swojego piłkarza do innego zespołu. Rundę jesienną sezonu 2001/2002 spędził w Avellino, dla którego rozegrał 11 ligowych pojedynków w Serie C1. Następnie Ciaramitaro powrócił do Palermo i wciąż nie rozegrał dla niego żadnego spotkania. Latem 2002 roku Włoch został zawodnikiem drugoligowego Livorno, do której trafił na zasadzie wypożyczenia. W nowej drużynie Ciaramitaro regularnie dostawał szanse gry. Na Stadio Armando Picchi spędził 2 lata, w trakcie których zaliczył 42 występy w Serie B. W sezonie 2003/2004 razem z Livorno awansował do Serie A.
Kolejny dwa lata Ciaramitaro spędził na wypożyczeniu w Cesenie, z którą również występował w rozgrywkach Serie B. W nowym klubie miał zapewnione miejsce w podstawowym składzie i rozegrał łącznie 68 spotkań. W sezonie 2005/2006 zdobył w ligowych rozgrywkach 7 goli stając się czwartym strzelcem zespołu po Emiliano Salvettim, Adriano Ferreirze Pinto i Marco Bernaccim. Przed rozpoczęciem kolejnego sezonu działacze US Palermo wypożyczyli Włocha do Parmy. 17 września 2006 roku w pojedynku przeciwko Milanowi Ciaramitaro zadebiutował w rozgrywkach Serie A, a następnie po raz pierwszy wystąpił w Pucharze UEFA.
W styczniu Ciaramitaro powrócił do US Palermo, które grało już w pierwszej lidze. W sycylijskiej ekipie wciąż nie mógł wywalczyć sobie jednak miejsce w składzie i pełnił rolę rezerwowego. Do końca sezonu zanotował 6 występów, w tym 3 w podstawowej jedenastce. Kolejne rozgrywki Ciaramitaro znów spędził na wypożyczeniu, tym razem w Chievo. Z nowym zespołem po raz drugi w swojej karierze awansował do włoskiej ekstraklasy, a w letnim okienku transferowym powrócił do Palermo. Sezon 2007/2008 Ciaramitaro rozpoczął jako rezerwowy gracz swojej drużyny, a 9 stycznia 2009 roku został wypożyczony do Salernitany.
Na tej samej zasadzie latem Ciaramitaro trafił do szwajcarskiego AC Bellinzona. Spotkał tam swoich rodaków – Matteo Grittiego, Angelo Raso, Jacopo La Roccę, Paolo Carbone, Andreę Contiego oraz Andreę Russotto. Latem 2010 wrócił do US Palermo.
W 2011 roku przeszedł do Modeny. Następnie grał w Vicenzy oraz Trapani. W 2017 roku zakończył karierę.
| Rozgrywki | Kraj   | Poziom | Mecze | Bramki |
| --------- | ------ | ------ | ----- | ------ |
| Serie A   | Włochy | I      | 26    | 0      |
| Serie B   | Włochy | II     | 206   | 25     |